# Dennis Hull
Dennis William Hull (ur. 19 listopada 1944 w Point Anne) – kanadyjski hokeista grający na pozycji napastnika (lewoskrzydłowego), reprezentant kraju, nauczyciel akademicki. Brat Bobby'ego, stryj Bretta.

## Wczesne życie
Dennis Hull urodził się w prowincji Ontario jako jeden z 11 dzieci Leny z d. Cook i Roberta, brygadzisty firmy cementowej. Miał starszego brata Bobby'ego (1939–2023), również hokeistę, który zyskał pseudonim Złoty Strumień (The Golden Jet).

## Kariera

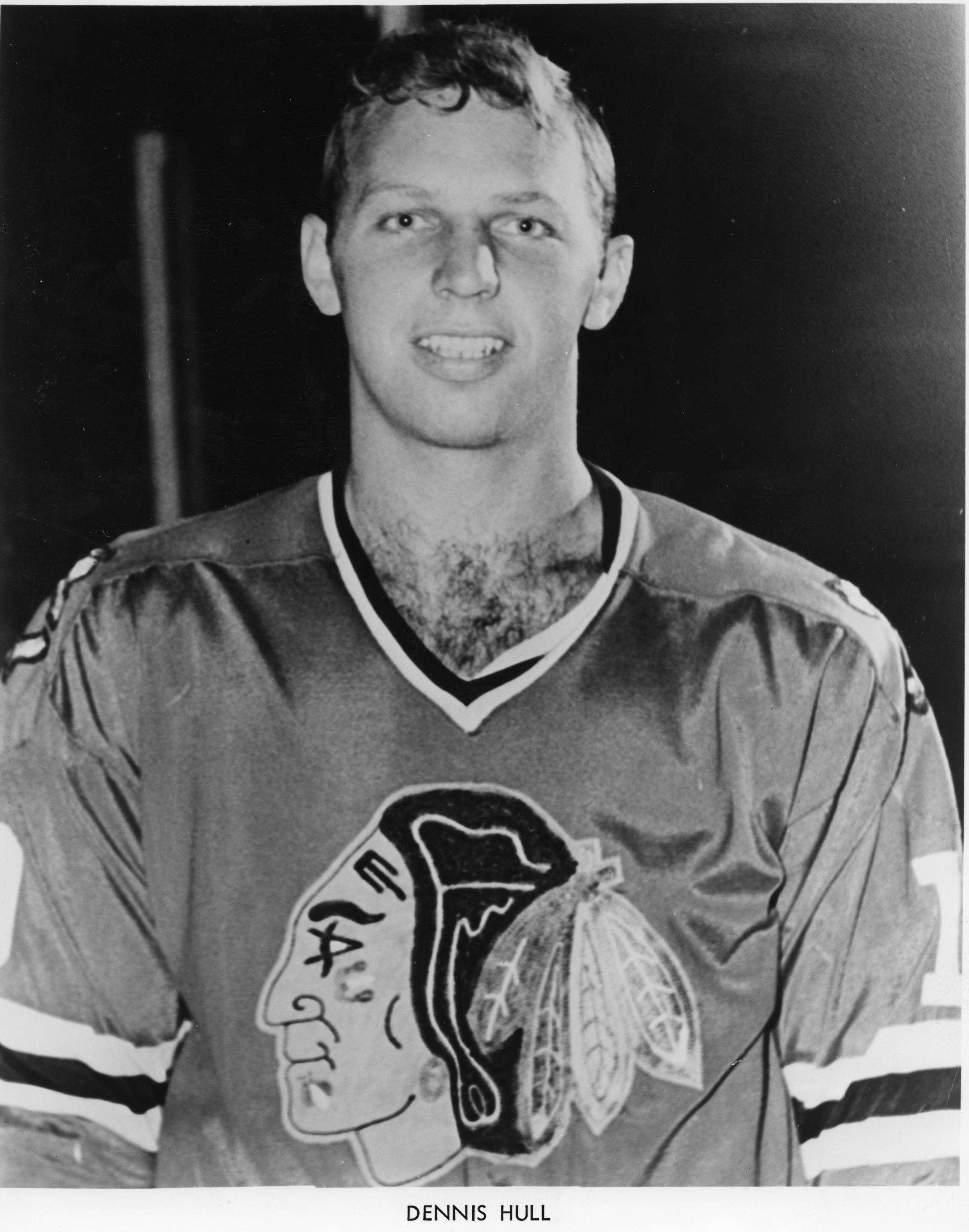
Denis Hull, 1968 rok.

Dennis Hull karierę sportową rozpoczął w 1960 roku w występującym w juniorskiej lidze OHA St. Catharines Teepees, w którym grał do 1962 roku. Następnie w latach 1962–1964 był zawodnikiem St. Catharines Blackhawks, w którym w sezonie 1963/1964 został wybrany do Drużyny Gwiazd OHA, dzięki czemu zwrócił na siebie uwagę władzom klubu ligi NHL, Chicago Blackhawks, którego gwiazdą był jego brat, Bobby, z którym grał razem w klubie do końca sezonu 1971/1972 (z krótką przerwą w sezonie 1965/1966 reprezentował barwy klubu ligi CHL St. Louis Braves). Razem dwukrotnie dotarli do finału Pucharu Stanleya (1965, 1971) oraz trzykrotnie grali w Meczu Gwiazd NHL (1969, 1971, 1972).
Najlepszy w okresie w karierze miał w pierwszej połowie lat 70., kiedy grał w jednej linii z Pit Martinem w środku oraz z Jimem Pappinem z prawej strony, która była uważana za jedną z najlepszych w lidze NHL. Najlepszy sezon w karierze miał w sezonie 1972/1973, kiedy jego brat Bobby był już zawodnikiem występującego w lidze WHA Winnipeg Jets. W fazie zasadniczej zdobył 90 punktów (39 goli, 51 asyst) oraz spędził 27 minut na ławce kar w 78 meczach, natomiast w fazie play-off, w której dotarł do finału Pucharu Stanleya (przegrana rywalizacja 4:2 z Montreal Canadiens), rozegrał 16 meczów, w którym zdobył 24 punkty (9 goli, 15 asyst), co dało mu 2. miejsce w klasyfikacji (za Yvanem Cournoyerem z Montreal Canadiens) oraz spędził 4 minuty na ławce kar. Ponadto został wybrany do drugiej drużyny gwiazd NHL. Potem jeszcze dwukrotnie był uczestnikiem Meczu Gwiazd NHL (1973, 1974).
Po sezonie 1976/1977 przeszedł do Detroit Red Wings, w którym po sezonie 1977/1978 zakończył karierę sportową.
W trakcie kariery sportowej zyskał pseudonim Srebrny Strumień (The Silver Jet).

## Kariera reprezentacyjna
Dennis Hull w 1972 roku został powołany do reprezentacji Kanady na Summit Series (seria meczów Team Canada z reprezentacją ZSRR), jednak kiedy jego brat Bobby został wykluczony z udziału w imprezie z powodu przejścia do ligi WHA, Dennis chciał w ramach wsparcia dla swojego brata zbojkotować imprezę, jednak ten przekonał go do udziału w imprezie, i tym samym zastąpił Vica Hadfielda na lewym skrzydle i grał na jednej linii z Jeanem Ratelle i Rodem Gilbertem. Łącznie w imprezie rozegrał 4 mecze, w których zdobył 4 punkty (2 gole, 2 asysty) oraz spędził 4 minuty na ławce, a Team Canada wygrała rywalizację: 4 zwycięstwa, 1 remis, 3 porażki.

## Statystyki

### Klubowe
| 1960/1961     | St. Catharines Teepees    | OHA           | 47  | 6   | 4   | 10  | 33  | 6   | 0  | 1  | 1  | 2  |
| 1961/1962     | St. Catharines Teepees    | OHA           | 50  | 6   | 12  | 18  | 29  | 2   | 0  | 0  | 0  | 0  |
| 1962/1963     | St. Catharines Blackhawks | OHA           | 50  | 19  | 29  | 48  | 73  | —   | —  | —  | —  | —  |
| 1963/1964     | St. Catharines Blackhawks | OHA           | 55  | 48  | 49  | 97  | 123 | 12  | 4  | 11 | 15 | 50 |
| 1964/1965     | Chicago Blackhawks        | NHL           | 55  | 10  | 4   | 14  | 18  | 6   | 0  | 0  | 0  | 0  |
| 1965/1966     | Chicago Blackhawks        | NHL           | 25  | 1   | 5   | 6   | 6   | 3   | 0  | 0  | 0  | 0  |
| 1965/1966     | St. Louis Braves          | CHL           | 40  | 11  | 16  | 27  | 14  | 5   | 2  | 1  | 3  | 0  |
| 1966/1967     | Chicago Blackhawks        | NHL           | 70  | 25  | 17  | 42  | 33  | 6   | 0  | 1  | 1  | 12 |
| 1967/1968     | Chicago Blackhawks        | NHL           | 74  | 18  | 15  | 33  | 34  | 11  | 1  | 3  | 4  | 6  |
| 1968/1969     | Chicago Blackhawks        | NHL           | 72  | 30  | 34  | 64  | 25  | —   | —  | —  | —  | —  |
| 1969/1970     | Chicago Blackhawks        | NHL           | 76  | 17  | 35  | 52  | 31  | 8   | 5  | 2  | 7  | 0  |
| 1970/1971     | Chicago Blackhawks        | NHL           | 78  | 40  | 26  | 66  | 16  | 18  | 7  | 6  | 13 | 2  |
| 1971/1972     | Chicago Blackhawks        | NHL           | 78  | 30  | 39  | 69  | 10  | 8   | 4  | 2  | 6  | 4  |
| 1972/1973     | Chicago Blackhawks        | NHL           | 78  | 39  | 51  | 90  | 27  | 16  | 9  | 15 | 24 | 4  |
| 1973/1974     | Chicago Blackhawks        | NHL           | 74  | 29  | 39  | 68  | 15  | 10  | 6  | 3  | 9  | 0  |
| 1974/1975     | Chicago Blackhawks        | NHL           | 69  | 16  | 21  | 37  | 10  | 5   | 0  | 2  | 2  | 0  |
| 1975/1976     | Chicago Blackhawks        | NHL           | 80  | 27  | 39  | 66  | 28  | 4   | 0  | 0  | 0  | 0  |
| 1976/1977     | Chicago Blackhawks        | NHL           | 75  | 16  | 17  | 33  | 2   | 2   | 1  | 0  | 1  | 0  |
| 1977/1978     | Detroit Red Wings         | NHL           | 55  | 5   | 9   | 14  | 6   | 7   | 0  | 0  | 0  | 2  |
| Łącznie w OHA | Łącznie w OHA             | Łącznie w OHA | 202 | 79  | 94  | 173 | 258 | 20  | 4  | 12 | 16 | 52 |
| Łącznie w NHL | Łącznie w NHL             | Łącznie w NHL | 959 | 303 | 351 | 654 | 261 | 104 | 33 | 34 | 67 | 30 |
| Łącznie w CHL | Łącznie w CHL             | Łącznie w CHL | 40  | 11  | 16  | 27  | 14  | 5   | 2  | 1  | 3  | 0  |

### Reprezentacyjne
| Rok   | Drużyna | Turniej       | Miejsce |   | M | G | A | Pkt | Min |
| ----- | ------- | ------------- | ------- | - | - | - | - | --- | --- |
| 1972  | Kanada  | Summit Series | –       | 4 | 2 | 2 | 4 | 4   |     |
| Razem | Razem   | Razem         | Razem   | 4 | 2 | 2 | 4 | 4   |     |

## Sukcesy

### Klubowe
Chicago Blackhawks
- Finał Pucharu Stanleya: 1965, 1971, 1973

### Indywidualne
- Drużyna gwiazd OHA: 1964
- Druga drużyna gwiazd NHL: 1973
- Mecz Gwiazd NHL: 1969, 1971, 1972, 1973, 1974

## Po zakończeniu kariery
Dennis Hull po zakończeniu kariery sportowej powrócił do St. Catharines w prowincji Ontario, gdzie rozpoczął studia na Brock University na kierunku historii i wychowania fizycznego, które ukończył z tytułem magistra, po czym wykładał na Ridley College w tym samym mieście, potem został dyrektorem sportowym na Illinois Institute of Technology w Chicago.
Obecnie wraz ze swoim bratem Garym prowadzi farmę bydła w hrabstwie Northumberland w prowincji Ontario. Później został zauważony jako mówca publiczny i komik. W 1998 roku wydał swoją książkę pt. "The third best Hull : I should have been fourth but they wouldn't let my sister Maxine play", która zawiera zabawne i często przezabawne wspomnienia z jego kariery sportowej.
Zaprzyjaźnił się z legendarnym radzieckim bramkarzem, Władysławem Tretiakiem, przeciwko któremu grał podczas Summit Series w 1972 roku, często wspominając:

Powiedziałem Tretiakowi, że zasłynął z wpuszczenia bramki Hendersona… Powiedziałem mu, że„ gdybyś miał gdybyś go zatrzymał, prawdopodobnie byłbyś dzisiaj taksówkarzem w Moskwie.

Udzielał się także jako konferansjer w San Jose Sharks.